# Iotroata somovi
Iotroata somovi är en svampdjursart som först beskrevs av Koltun 1964.  Iotroata somovi ingår i släktet Iotroata och familjen Iotrochotidae. Inga underarter finns listade i Catalogue of Life.